# چکاده
چکاده، روستایی است از توابع بخش نشتا شهرستان تنکابن در استان مازندران ایران.

## جمعیت
این روستا در دهستان تمشکل قرار دارد و براساس سرشماری مرکز آمار ایران در سال ۱۳۸۵، جمعیت آن ۴۷ نفر (۱۵خانوار) بوده‌است.